# Tilly Aston
Matilda Ann Aston,  mer känd som Tilly Aston, född 11 december 1873, död 1 november 1947, var en australisk blind författare och lärare. Tilly Alston var grundare till Victorian Association of Braille Writers och grundade Association for the Advancement of the Blind, där hon själv var sekreterare. Hon är ihågkommen för sitt engagemang med att ta fram rättigheter för funktionshindrade. Tilly Aston dog i cancer 1947.

## Utmärkelser
- 1935: Commonwealth grant
- King’s Medal for distinguished citizen service (received twice)

### Poesi
- Maiden Verses (1901)
- The Austral Year (191-?)
- Singable Songs (1924)
- Songs of Light (1935)
- The Inner Garden (1940)

### Skönlitteratur
- The Woolinappers, or Some Tales from the By-ways of Methodism (1905)
- The Straight Goer (in Spectator, serialised from Sept 1908)
- Gold from Old Diggings (in Bendigo Advertiser, serialised from Aug 1937)
- Old Timers: Sketches and Word Pictures of the Old Pioneers (1938)

### Biografi
- The Memoirs of Tilly Aston: Australia's Blind Poet, Author and Philanthropist (1935)